# Аббон (епископ Вердена)
Аббон (Альбон; фр. Abbon, Albon; умер в 716) — епископ Вердена (715—716).

## Биография
О жизни Аббона известно не очень много. Прекрасно владея искусством схоластики, он долгие годы был наставником молодых послушников и преподавателем в монастырской школе аббатства Толай. В начале VIII века эта обитель, хотя и находившаяся на землях Трирской архиепархии, находилась в юрисдикции епархии Вердена.
Среди учеников Аббона был и Берталамий, в 710 году ставший главой Верденской епархии. Глубоко уважая достоинства своего учителя, он добился, чтобы Аббон был назначен его наследником в епископском сане. Когда же Берталамий в 715 году умер, Аббон, несмотря на свой уже почтенный возраст, был возведён на кафедру Вердена. Аббон — девятнадцатый глава Верденской епархии. Церемонию интронизации Аббона провёл архиепископ Трира Лиутвин, в митрополию которого входила епархия Вердена.
Время управления Аббоном Верденской епархией пришлось на период смут во Франкском государстве. Тогда территория его епископства стала ареной военных действий, ведшихся майордомом Австразии Карлом Мартеллом против своей мачехи Плектруды и майордома Нейстрии Рагенфреда. Согласно церковным преданиям, Аббону удалось убедить обе враждующие стороны не причинять имуществу епархии никакого ущерба. Однако другие исторические источники не подтверждают эти сведения. Вероятно, Верденское епископство пострадало от франкских междоусобиц также как и соседние епархии.
Епископ Аббон скончался уже в 716 году, находясь во главе епархии всего полтора года. Он был похоронен в церкви Святого Ванна, позднее ставшей основой одноимённого аббатства. В XI веке туда же были перенесены и останки предшественников Аббона на кафедре. Новым главой Верденской епархии был избран Пеппон.